# Gli amici del bar Margherita
Gli amici del bar Margherita è un film del 2009 scritto e diretto da Pupi Avati, con Diego Abatantuono, Neri Marcorè, Fabio De Luigi e Luigi Lo Cascio.
Le musiche sono di Lucio Dalla.

## Trama
Bologna, 1954: il giovane Taddeo nutre il sogno d'entrar a far parte dell'affiatata ed esclusiva combriccola di frequentatori del Bar Margherita, un locale di via Saragozza, il cui titolare è il signor Walter che però con suo grande disappunto tutti chiamano "Water"; il bar è infatti frequentato da una sfilza di personaggi singolari ed intraprendenti: c'è Bep, di famiglia ricca ma malinconico, forse autistico, ed alla ricerca perenne d'una fidanzata; Gian, antennista stonato ed un tantino balbuziente con la vocazione per il canto che sogna di sfondare al Festival di Sanremo; Manuelo, spensierato e scatenato siciliano - residente in città al seguito della famiglia - che ha un suo giro d'auto rubate ed è maniaco delle donne, fino a definirsi "ninfomane"; Zanchi, produttore di cravatte che, in seno alla sua modesta ditta composta esclusivamente da sarte, s'è costruito una specie di harem personale; Sarti, che smercia abiti talari; Pus, burbero e collerico meccanico, chiamato cosí per via dei suoi vistosi foruncoli; e Mentos. Con astuzia il ragazzo entra in contatto con Al, il capoccia della combriccola, il "numero 1", gran giocatore di biliardo ed assiduo frequentatore di night club e prostitute, che gli affibbia il soprannome di "Coso" (nomignolo, tra l'altro, con cui già veniva spesso appellato, specie dalla madre).
Coso diventa l'autista di Al, accompagnandolo nelle sue nottate brave al night "Esedra" dopo la chiusura del bar e pagandogli le consumazioni pur di fare bella figura ed entrare perciò in pianta stabile nel gruppo. La madre di Coso ignora le vicende del figlio, mentre in casa il nonno ottantenne di Taddeo inizia a prendere lezioni di pianoforte da Ninnì, una bella napoletana con pochi scrupoli, essendosene infatti perdutamente invaghito. Coso, inoltre, si innamora dell'ex compagna di scuola Natalia, non ricambiato.
Bep si fidanza con Beatrice, una ragazza che vuole farsi sposare dopo aver avuto varie esperienze con mezza città, ma il gruppo nota che lui non è convinto: per "salvarlo" reclutano Marcella, una ragazza dell'Esedra, che seduce Bep convincendolo a lasciare Beatrice e scappare con lei. Bep fa mandare una lettera alla promessa sposa, che lei leggerà davanti a tutti prima della cerimonia. Bep attende Marcella alla stazione, ma Al e Taddeo gli diranno che era tutta una montatura.
Gian partecipa ai provini per Sanremo, ma non riceve risposta, e Zanchi lo deride, così Gian gli tira un calcio. Qualche giorno dopo Gian riceve effettivamente un invito dal Festival, e si reca col padre a Sanremo, ma scopre suo malgrado che era uno scherzo: Zanchi confessa di essersi solo vendicato per il calcio.
Il Bar Margherita ha una sfida aperta a biliardo con il Bar Morgana, in cui Al e Manuelo farebbero squadra, ma Manuelo viene arrestato per furto d'auto. Coso presenta ad Al il nonno come campione di goriziana, ma questi fa una figuraccia, viene cacciato dal bar, e anche il ragazzo smette di frequentare il gruppo. Poco dopo Ninnì annuncia al nonno di Coso che si sta per sposare con un abbiente industriale milanese, e lui si abbatte tanto da stare fisicamente male.
Nel vano tentativo di fare colpo su Natalia, Coso organizza una festa di compleanno, durante la quale muore il nonno, complice la presenza di Ninnì in camera sua. Nonostante la tragedia, il giovane vuole continuare la festa di compleanno, ma interviene la madre che manda via tutti gli invitati. Tutti gli avventori del Bar Margherita portano le condoglianze a Coso riammettendolo nel gruppo.
Bep si rinchiude in casa per la vergogna di aver lasciato Beatrice, ma Al e Coso lo porteranno all'Esedra, facendo diventare Bep cliente fisso di Marcella.
L'ultima scena vede tutti gli avventori in posa per la foto annuale: arriva anche Manuelo apposta per partecipare allo scatto, mentre Coso si sfila per osservare la scena dall'esterno.

## Produzione

### Riprese
Il film è ambientato nel centro di Bologna nel 1954, ma in realtà gli esterni sono stati girati in gran parte a Cuneo, anche per le sollecitazioni di Nello Streri, che compare nel film, già vicesindaco e assessore alla Cultura della città, che nel 1987 aveva insignito Avati del premio «La Grande Provincia» quale regista del film (Festa di laurea) che l'anno precedente aveva avuto più spettatori al cinema comunale Monviso e che nel 2009 gli fece avere dal municipio la cittadinanza onoraria, proprio per il film Gli amici del bar Margherita. Dell'attaccamento di Avati a Cuneo c'è testimonianza nella sua introduzione «Il silenzio lungo dei portici» a un volume a più mani curato da Fulvio Basteris su Il cinema a Cuneo (Farfui, Cuneo 2002) e in una lettera che egli inviò per ringraziare Streri (pubblicata quale appendice del volume Amarcord di Nello Streri, autore lo stesso Basteris, B&B, Cuneo, 2012).

## Accoglienza

### Incassi
Nelle sale a partire dal 3 aprile 2009, la pellicola ha ottenuto un incasso totale attorno ai 3 milioni di euro.